# Свети Георги (Рахони)
Вижте пояснителната страница за други значения на Свети Георги.
„Свети Георги“ (на гръцки: Ιερός Ναός Αγίου Γεωργίου) е възрожденска православна църква край село Рахони (Вулгаро) на остров Тасос, Егейска Македония, Гърция, част от Филипийската, Неаполска и Тасоска епархия на Вселенската патриаршия.

## История
Църквата е построена на 3 km югоизточно от Рахони, на мястото на старото село, чийто енорийски храм е била. Храм с името „Свети Георги“ е известен от 1384 г., като част от метоха в Мавролименас на светогорския манастир „Пантократор“. Възможно е на това място да е била и църквата, която великият примикюр Йоан дарява на „Пантократор“.
На днешния храм има запазени два надписа на северната стена – „1779/ ΘΟΔΟΡΙ“ и „ΖΑΧΑΡΙΑΣ / Ο ΜΑΣΤΟΡΑΣ /1836 ΑΠ(ΡΙΛΙΟΥ) 8“. На източната стена има надпис „1941“. Църквата е част от метоха на Зографския манастир във Вулгаро. В 1739 година селянище посвещават на манастира „Свети Георги“ земя и сгради и според надписа на храма в 1779 година видимо е обновен. През 1808 година поради лошото финансово състояние на манастира, селяните решават да го дарят на най-мощния във финансово отношение светогорски манастир – Ватопед. Ватопед приема дарението и се грижи за малкия селски манастир, като според втория надпис на 8 април 1836 година е завършил ремонт. Църквата е опожарена в 1890 година в пожара унищожил селото. В 1941 година е възстановена. По-късно е добавен трем.

## Архитектура
Представлява еднокорабен храм с дървен покрив, женска църква и нов трем на северната страна. Размерите му са 17,95 m на 7,65 m, а площта – 137,32 m2. Има четири южни и три северни прозореца. Апсидата е шестоъгълна с прозорче, а протезисът е полукръгъл свързан с още една ниша на северната стена. Диаконикон няма. Олтарът е мраморен, а иконостасът – дъсчен с три врати и пет отвора за царските икони, които се поставят само, когато храмът празнува. Празнува на 23 април и на 1 май.